# Euplectes
Euplectes – rodzaj ptaków z podrodziny wikłaczy (Ploceinae) w rodzinie wikłaczowatych (Ploceidae).

## Zasięg występowania
Rodzaj obejmuje gatunki występujące w Afryce.

## Morfologia
Długość ciała 10–25 cm; masa ciała 11–49 g (samce są z reguły nieco cięższe od samic).

## Systematyka

### Etymologia
- Euplectes: gr. ευ eu „ładny, dobry”; nowołac. plectes „tkacz”, od gr. πλεκω plekō „wyplatać”[20].
- Pyromelana: gr. πυρ pur, πυρος puros „ogień”; μελας melas, μελανος melanos „czarny”[21]. Gatunek typowy: Loxia orix Linnaeus, 1758.
- Coliuspasser: rodzaj Colius Brisson, 1760, czepiga; łac. passer, passeris „wróbel”[22]. Gatunek typowy: Coliuspasser flaviscapulatus Rüppell, 1840 (= Fringilla macrocerca M.H.C. Lichtenstein, 1823).
- Penthetria: gr. πενθητηρ penthētēr „żałobnik”, od πενθος penthos „smutek”[23]. Gatunek typowy: Loxia macroura J.F. Gmelin, 1789.
- Hyperanthus: gr. ὑπερ huper „nadzwyczajny”; ανθος anthos „kwiat” (por. ὑπερανθεω huperantheō „rozkwitać”)[24]. Nazwa zastępcza dla Euplectes.
- Urobrachya: gr. ουρα oura „ogon”; βραχυς brakhus „krótki”[25]. Gatunek typowy: Vidua axillaris A. Smith, 1838.
- Niobe: w mitologii greckiej Niobe była córką króla Tantala i żoną Amfiona, której arogancja i duma doprowadziły do śmierci dwanaściorga z jej czternaściorga dzieci, a ona sama została zamieniona w kamień[26]. Gatunek typowy: Fringilla ardens Boddaert, 1783.
- Taha: epitet gatunkowy Euplectes taha A. Smith, 1836 (nazwa Thağa oznaczająca w języku tswana małego, jaskrawo ubarwionego ptaka, takiego jak wikłacz)[27]. Gatunek typowy: Euplectes taha A. Smith, 1836.
- Penthetriopsis: rodzaj Penthetria Cabanis, 1847; gr. οψις opsis „wygląd”[28]. Gatunek typowy: Loxia macroura J.F. Gmelin, 1789.
- Drepanoplectes: gr. δρεπανον drepanon „kosa, bułat”, od δρεπανη drepanē „sierp”, od δρεπω drepō „złamać”; nowołac. plectes „tkacz”, od gr. πλεκω plekō „wyplatać”[29]. Gatunek typowy: Drepanoplectes jacksoni Sharpe, 1891.
- Brachycope: gr. βραχυς brakhus „krótki”; κωπη kōpē „trzonek”[30]. Gatunek typowy: Ploceus anomalus Reichenow, 1887.
- Diatropura: gr. διατροπος diatropos „różnie rozmieszczony”, od δια dia „za pomocą”; τροπος tropos „charakter, sposób”; ουρα oura „ogon”[31]. Gatunek typowy: Emberiza progne Boddaert, 1783.
- Niobella: zdrobnienie nazwy rodzaju Niobe Reichenbach, 1862[32]. Gatunek typowy: Fringilla ardens Boddaert, 1783.
- Boetticherella: zdrobnienie nazwiska niemieckiego zoologa Hansa von Boettichera (1886–1958)[33]. Gatunek typowy: Euplectes diadematus G.A. Fischer & Reichenow, 1878.
- Groteiplectes: Hermann Grote (1882–1951), niemiecki ornitolog, osadnik w Niemieckiej Afryce Wschodniej w latach 1908–1913; rodzaj Euplectes Swainson, 1829[34]. Gatunek typowy: Euplectes gierowii Cabanis, 1880.
- Paraplectes: gr. παρα para „blisko”; rodzaj Euplectes Swainson, 1829[35]. Gatunek typowy: Loxia aurea J.F. Gmelin, 1789.
- Phlogoplectes: gr. φλοξ phlox, φλογος phlogos „płomień, ogień”; rodzaj Euplectes Swainson, 1829[36]. Gatunek typowy: Euplectes hordeaceus Linnaeus, 1758.
- Tachyplectes: gr. ταχυς takhus „szybki”; nowołac. plectes „tkacz”, od gr. πλεκω plekō „wyplatać”[37]. Gatunek typowy: Vidua albonotata Cassin, 1848.

### Podział systematyczny
Do rodzaju należą następujące gatunki:
- Euplectes afer (J.F. Gmelin, 1789) – wikłacz słoneczny
- Euplectes aureus (J.F. Gmelin, 1789) – wikłacz ozdobny
- Euplectes gierowii Cabanis, 1880 – wikłacz kryzowany
- Euplectes franciscanus (Isert, 1789) – wikłacz płomienisty
- Euplectes ardens (Boddaert, 1783) – wikłacz półobrożny
- Euplectes diadematus G.A. Fischer & Reichenow, 1878 – wikłacz diademowy
- Euplectes hordeaceus (Linnaeus, 1758) – wikłacz czarnoskrzydły
- Euplectes orix (Linnaeus, 1758) – wikłacz ognisty
- Euplectes anomalus (Reichenow, 1887) – wikłacz kusy
- Euplectes capensis (Linnaeus, 1766) – wikłacz przylądkowy
- Euplectes macroura (J.F. Gmelin, 1789) – wikłacz płaszczowy
- Euplectes axillaris (A. Smith, 1838) – wikłacz wachlarzowaty
- Euplectes albonotatus (Cassin, 1848) – wikłacz białoskrzydły
- Euplectes hartlaubi (Bocage, 1878) – wikłacz płomiennoskrzydły
- Euplectes jacksoni (Sharpe, 1891) – baletnik
- Euplectes psammocromius (Reichenow, 1900) – wikłacz płowoskrzydły
- Euplectes progne (Boddaert, 1783) – wikłacz olbrzymi